# Alfredo Alves da Silva Porto
Alfredo Alves da Silva Porto (, 9 de setembro de 1869 – 1 de agosto de 1919) foi um médico brasileiro.
Foi eleito membro da Academia Nacional de Medicina em 1898, ocupando a Cadeira 23, que tem Maciel Monteiro como patrono.